# Vlad-Andrei Vidra
Vlad-Andrei Vidra (n.  ?) este un deputat român, ales în 2024 din partea SOS. 